# 이상호 (1981년)
이상호(李尙浩, 1981년 11월 18일 ~ )는 대한민국의 축구 선수로서 포지션은 수비수이다.